# 14014 Münchhausen
14014 Münchhausen è un asteroide della fascia principale. Scoperto nel 1994, presenta un'orbita caratterizzata da un semiasse maggiore pari a 3,0557288 au e da un'eccentricità di 0,0710764, inclinata di 9,82166° rispetto all'eclittica.
L'asteroide è dedicato al Barone di Münchhausen, militare tedesco.